# Triangolo di Bennington
"Triangolo di Bennington" ("Bennington Triangle") è stato un termine coniato dall'autore Joseph A. Citro nel corso di una trasmissione radiofonica nel 1992 e a cui si riferiva a un'area del Sud-Ovest del Vermont entro la quale, a suo dire, sarebbe scomparso un buon numero di persone in circostanze misteriose nell'arco di un trentennio tra gli anni venti e gli anni cinquanta.
Citro pubblicò due libri sull'argomento riportando casi di sparizioni, avvistamenti e fenomeni strani e possibili conclusioni, facendo un parallelo anche col triangolo di Bridgewater nel Massachusetts. 
Citro sostenne che le supposte sparizioni in particolare ruotano attorno alla Glastenbury Mountain che storicamente e tradizionalmente appartiene ai racconti locali dei nativi americani, ma altre aree incluse nel triangolo erano: Bennington, Woodford, Shaftsbury e Somerset. Glastenbury e Somerset furono fondate come centri industriali negli anni dei primi pionieri ma nel XIX secolo iniziò un lento declino che portò alla spopolazione delle città fino al completo abbandono. Oggi le due località sono essenzialmente delle città fantasma e da un atto legislativo del 1937 rientrano come aree non incorporate. 

## Scomparse segnalate

### Middie Rivers (1945)
Tra il 1945 e il 1950, cinque persone scomparvero nell'area di Bennington. Il primo avvenne il 12 novembre 1945 quando Middie Rivers, 74 anni, scomparve mentre cacciava. Rivers guidava un gruppo di quattro cacciatori su per le montagne. Sulla via del ritorno, Rivers ha superato il gruppo e non è mai stato più visto. È stata condotta una ricerca approfondita, ma l'unica prova scoperta è stata una singola cartuccia di fucile che è stata trovata in un fiume. La speculazione era che Rivers si fosse chinato e la cartuccia fosse caduta dalla tasca in acqua. La scomparsa era avvenuta nell'area di Long Trail Road e nel Vermont Route 9. Rivers era un cacciatore e un pescatore esperto e conosceva l'area locale.

### La scomparsa di Paula Jean Welden
La scomparsa della studentessa Paula Jean Welden è molto probabilmente uno dei casi irrisolti più noti del triangolo di Bennington e uno dei più controversi. Nata nel 1928 e iscritta al Bennington College, il 1º dicembre 1946 si allontanò per un'escursione al Vermont's Long Trail e non fece più ritorno.  
Nonostante per le ricerche fossero state impiegate centinaia di volontari in assistenza alle forze dell'ordine locali, il corpo di Paula Welden non fu mai ritrovato e la sua scomparsa provocò un acceso dibattito circa l'effettiva funzione dei mezzi di lavoro usati dalla polizia nel corso delle indagini. A fornire assistenza alle autorità del posto fu chiamata la Polizia di Stato del Connecticut, ma anch'essa concluse le ricerche con un nulla di fatto.  

## Folclore
Nei racconti dei nativi americani si parla di creature mostruose abitanti nei boschi e di uomini selvaggi che avrebbero abitato la zona da tempi antichi. Glastenbury in particolare è tradizionalmente considerata come "area maledetta" dagli indiani d'America. 